# Ted Bundy: No Man of God
Ted Bundy: No Man of God (Originaltitel No Man of God) ist ein Kriminalfilm von Amber Sealy, der im Juni 2021 beim Tribeca Film Festival seine Premiere feierte und am 27. August 2021 in die US-Kinos kam. Es handelt sich um eine Filmbiografie über den FBI-Analysten Bill Hagmaier, der den Serienmörder Ted Bundy wenige Tage vor seiner Hinrichtung interviewte.

## Biografisches

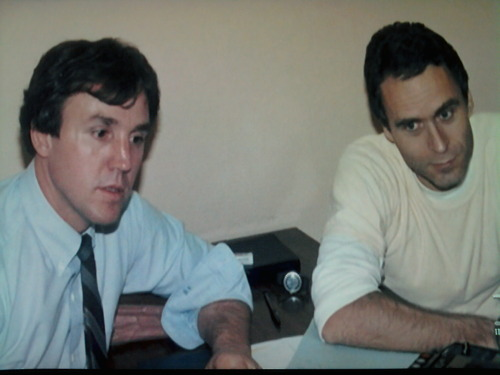
Bill Hagmaier (li.) und Ted Bundy (re.) beim Interview (1989)

Special Agent William Hagmaier war in den 1980er Jahren Teil der neuen FBI-Abteilung für Verhaltensanalyse. Zu dieser Zeit befand sich der Serienmörder 
Ted Bundy in der Todeszelle. Als führenden Ermittler bei Serienmorden zu dieser Zeit interviewte Hagmaier ihn zum besseren Verständnis für ungelöste Mordfälle und der Motivation eines Serienmörders. Bundy hatte sich bereiterklärt, den Strafverfolgungsbehörden zu helfen, ein besseres Verständnis für Menschen zu bekommen, mit denen sie es zukünftig zu tun haben sollten. Das letzte Interview fand am 21. Januar 1989 statt, zwei Tage vor seiner geplanten Hinrichtung. Hagmaier ließ hierbei ein Tonbandgerät mitlaufen.

## Produktion
Regie führte Amber Sealy. Das Drehbuch schrieb C. Robert Cargill.
Luke Kirby spielt in der Titelrolle Ted Bundy, Elijah Wood den FBI-Analysten Bill Hagmaier.
Die Premiere erfolgte am 11. Juni 2021 beim Tribeca Film Festival. Am 27. August 2021 kam der Film in ausgewählte US-Kinos. Der Kinostart in Deutschland erfolgte am 23. September 2021.

## Rezeption

### Altersfreigabe
In Deutschland wurde der Film von der FSK ab 16 Jahren freigegeben. In der Freigabebegründung heißt es, der Film sei insgesamt ruhig erzählt und die Handlung bleibe für Jugendliche ab 16 Jahren durchgehend verständlich. In den Geständnissen Bundys komme es zu teils detaillierten Beschreibungen seiner Taten, von denen manche zwar drastisch seien, jedoch von Zuschauern ab 16 Jahren als Taten eines Psychopathen eingeordnet und mit kritischer Distanz verarbeitet werden könnten. Eine sozialethische Desorientierung oder andere negative Wirkungen seien daher nicht zu befürchten.

### Kritiken
Von den bei Rotten Tomatoes aufgeführten Kritiken sind bislang 79 Prozent positiv.
Owen Gleiberman von Variety bemerkt in seiner Kritik, manchmal umschleiche einen beim Anschauen von No Man of God ein mulmiges Gefühl, wenn man Luke Kirby in der Rolle von Ted Bundy sieht, der besonders durch seine äußerliche Ähnlichkeit mit diesem eins werde.

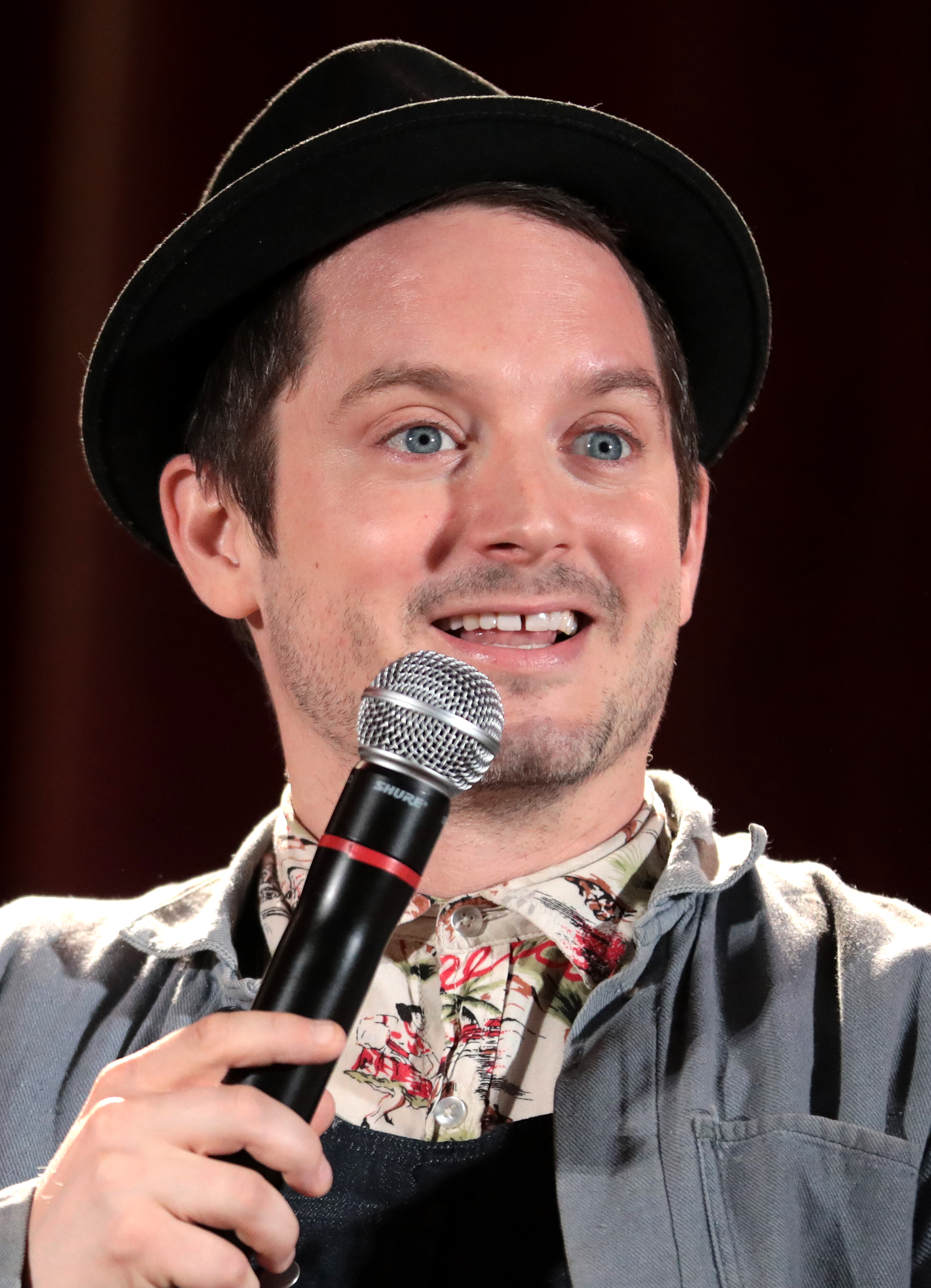
Elijah Wood spielt Bill Hagmaier

David Rooney von The Hollywood Reporter schreibt, die Leistung von Kirby als faszinierendes Zentrum des Films sei so fesselnd, dass sich der Zuschauer fast bis zum Ende die Frage stellt, ob Bundy den FBI-Mann Hagmaier nur manipuliert oder ihn nach jahrelangen regelmäßigen Interviews aufrichtig als Freund schätzt. Elijah Wood komme Kirby jedoch in Bezug auf die Intensität gleich und spiele Bill Hagmaier mit Integrität, allerdings verbinde man ihn, wie viele andere Schauspieler, immer mit einer bestimmten Rolle. Es sei nicht immer einfach, Frodo Beutlin mit dem ehrgeizigen FBI-Agenten mit scharfem analytischen Verstand und einem komplexen moralischen Gewissen in Einklang zu bringen. Auch das ihm angeborene, unschuldige Gesicht wirke seiner Besetzung für die Rolle bis zu einem gewissen Grad entgegen. Dennoch sei seine Leistung überzeugend. Regisseurin Amber Sealey schaffe es letztlich bei ihrem Film mit eleganten Schnitten und einigen schönen Überblendungen, langsamen Kamerafahrten, die durch die Gefängniskorridore gleiten und dem hervorragenden Einsatz einer beunruhigenden Musik von Clarice Jensen mit Streichern und elektronischen Elementen die Räder für einen Psychothriller in Bewegung zu setzen.
Michael Meyns, Filmkorrespondent der Gilde deutscher Filmkunsttheater schreibt, wie andere Filme über Serienkiller, die von den Taten ihrer Protagonisten fasziniert schienen und fast sympathisch darstellten, stehe auch No Man of God vor einem ähnlichen Problem, wenn Kirby Ted Bundy als klugen, selbstbewussten Mann spielt und eine Bestie, die nur bedingt abstoßend wirkt. "Auf dem schmalen Grat zwischen Distanzierung und Faszination bewegt sich Amber Sealey in No Man of God, und es ist nicht immer eindeutig, auf welcher Seite man sich befindet. Die Faszination des Kinos mit Serienkillern geht auch mit diesem Film weiter, eine Faszination, die längst selbst Sujet einer Analyse sein könnte", so Meyns.

### Auszeichnungen
Camerimage 2021
- Nominierung für das Beste Kameradebüt (Karina Silva)[13]

Tribeca Film Festival 2021
- Nominierung in der Sektion Spotlight Narrative[14]

## Synchronisation
Die deutsche Synchronisation entstand nach der Dialogregie von Ronald Nitschke im Auftrag der Think Global Media GmbH, Berlin.
| Darsteller     | Synchronsprecher | Rolle            |
| -------------- | ---------------- | ---------------- |
| Elijah Wood    | Timmo Niesner    | Bill Hagmaier    |
| Luke Kirby     | Sven Gerhardt    | Ted Bundy        |
| Robert Patrick | Ronald Nitschke  | Roger Depue      |
| W. Earl Brown  | Marco Kröger     | Warden Wilkenson |